# 우리 은하의 위성은하 목록
은하수 준은하군(영어: Milky way subgroup)의 일부로서, 우리 은하는 우리 은하의 중력으로 속박된 몇 개의 작은 은하들을 가지고 있다. 이 준은하군은 국부 은하군의 일부이다.
우리 은하로부터 약 420 kpc(~약 140만 광년) 내에 있는 것으로 확인된 14개에서 26개 사이의 작은 은하들이 있는데, 이들 모두 꼭 궤도 운동을 하는 것은 아니다. 이들 중에서, 육안으로도 보일 수 있는 것은 선사 시대부터 관측되어온 대마젤란 은하와 소마젤란 은하 밖에 없다. 2006년에 허블 우주 망원경을 통한 측정은 마젤란 은하들이 우리 은하를 매우 빠르게 공전하고 있음을 시사한다. 궤도를 도는 것으로 확인된 은하 중에서, 가장 큰 것은 직경 약 20,000 광년, 또는 우리 은하의 약 5분의 1 크기의 궁수자리 왜소타원은하이다.

## 목록
우리 은하의 위성 은하는 다음들과 같다.
| Name                    | 지름 (kpc) | 거리 (kpc) | 형태      | 발견년도 |
| ----------------------- | ---------- | ---------- | --------- | -------- |
| 큰개자리 왜소은하       | 1.5        | 8          | Irr       | 2003     |
| 궁수자리 왜소 타원 은하 | 2          | 20         | E         | 1994     |
| LMC                     | 4          | 48.5       | SBm       | 선사시대 |
| SMC                     | 2          | 61         | Irr       | 선사시대 |
| 큰곰자리 II 왜소은하    | 0.2        | 30         | dG D      | 2006     |
| 작은곰자리 왜소은하     | 0.4        | 60         | dE4       | 1954     |
| 용자리 왜소은하         | 0.7        | 80         | dE0       | 1954     |
| 조각가자리 왜소은하     | 0.8        | 90         | dE3       | 1937     |
| 육분의자리 왜소은하     | 0.5        | 90         | dE3       | 1990     |
| 용골자리 왜소은하       | 0.5        | 100        | dE3       | 1977     |
| 큰곰자리 I 왜소은하     | -          | 100        | dG D      | 2005     |
| 화로자리 왜소은하       | 0.6        | 140        | dE2       | 1938     |
| 사자자리 II 왜소은하    | 0.7        | 210        | dE0       | 1950     |
| 사자자리 I 왜소은하     | 0.5        | 250        | dE3       | 1950     |
| 사자자리 IV 왜소은하    | 0.3        | 160        | dSph      | 2006     |
| 사자자리 V 왜소은하     | 0.08       | 180        | dSph      | 2007     |
| 사자자리 T 왜소은하     | 0.34       | 420        | dSph/dIrr | 2006     |
| 목동자리 I 왜소은하     | 0.3        | 60         | dSph      | 2006     |
| 목동자리 II 왜소은하    | 0.1        | 42         | dSph      | 2007     |
| 목동자리 III 왜소은하   | 1          | 46         | dSph      | 2009     |
| 머리털자리 왜소은하     | 0.14       | 42         | dSph      | 2006     |
| 세그웨이 2 왜소은하     | 0.07       | 35         | dSph      | 2007     |
| 사냥개자리 I 왜소은하   | 2          | 220        | dSph      | 2006     |
| 사냥개자리 II 왜소은하  | 0.3        | 155        | dSph      | 2006     |
| 헤라클레스자리 왜소은하 | 0.7        | 135        | dSph      | 2006     |
| 물고기자리 II 왜소은하  | 0.12       | 180        | dSph      | 2010     |

## 성류
궁수자리 왜소은하는 우리 은하에 의한 흡수 과정에 있는데, 1억 년 내에 우리 은하를 통과할 것으로 예측되었다. 궁수자리 성류는 궁수자리 왜소은하를 흡수하는 과정에서 만들어진, 우리 은하의 극을 공전하는 별들의 흐름이다. 처녀자리 성류는 우리 은하의 중력에 의해 관측하기 힘들 정도로 늘어나서 완전히 파괴된 어떤 왜소은하의 잔해일 것으로 여겨지고 있다.

## 같이 보기
- 안드로메다 은하의 위성 은하 목록
- 가까운 은하 목록
- 국부 은하군